# Sphaeniscus trifasciatus
Sphaeniscus trifasciatus är en tvåvingeart som beskrevs av Valery Korneyev och Dirlbek 2000. Sphaeniscus trifasciatus ingår i släktet Sphaeniscus och familjen borrflugor.
Artens utbredningsområde är Jordan. Inga underarter finns listade i Catalogue of Life.